# Cyclomyces iodinus
Cyclomyces iodinus är en svampart som först beskrevs av Jean François Montagne, och fick sitt nu gällande namn av Narcisse Theophile Patouillard 1903. Cyclomyces iodinus ingår i släktet Cyclomyces och familjen Hymenochaetaceae.   Inga underarter finns listade i Catalogue of Life.